# Лейкопласт

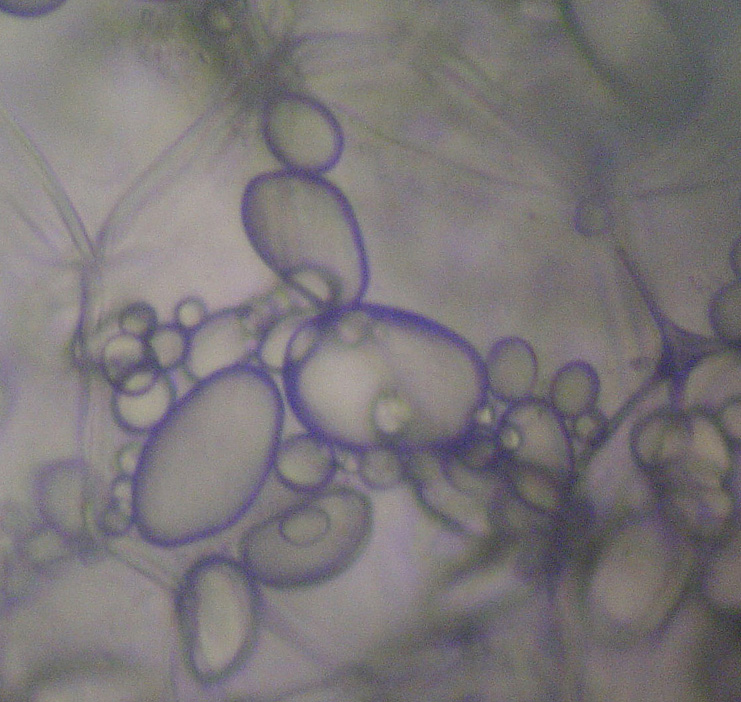
Лейкопласти у клітині бульби картоплі

Лейкопласти — безбарвні (безпігментні) пластиди сферичної форми, котрі містяться у рослинних клітинах.
Тільця лейкопластів дрібніші від хлоропластів, але більші, ніж хондріосоми. Вони мають кулясту або подовжену форму і розміщуються групами біля клітинного ядра, а також в усій клітинній протоплазмі. В клітинах коренів, бульб, насінин та інших органів лейкопласти є центрами утворення вторинного крохмалю, що утворюється за рахунок цукру, який надходить з листків.
Лейкопласти поділяють на:
- амілопласти — синтез вторинного крохмалю
- протеопласти — утворення запасних білків
- оліпласти — накопичення жирних олій